# ما يفوق الوقاحة (كتاب)
ما يفوق الوقاحة: إساءة استخدام اللاسامية وتشويه التاريخ هو كتاب لنورمان فينكلشتاين نشرته مطبعة جامعة كاليفورنيا في أغسطس 2005. ينتقد الكتاب الحجج المستخدمة للدفاع عن موقف إسرائيل في الصراع الإسرائيلي الفلسطيني، بما في ذلك استخدام معاداة السامية كسلاح.

## فينكلشتاين على الكتاب
كانت أطروحة فينكلشتاين للدكتوراه تفكيك كتاب منذ زمن سحيق (1984) لجوان بيترز، الذي ادعى أن فلسطين كانت شبه فارغة في أوائل القرن العشرين، وأن الجماعات العرقية اليهودية والعربية على حد سواء كانت مهاجرين، وأعلن فينكلشتاين احتيال الكتاب في ذلك. 
رأى فينكلشتاين بعد عقدين من الزمن أن سجل النزاع الإسرائيلي الفلسطيني أقل تعقيدًا من السابق، ويدعي فينكلشتاين أن «نسخة الخروج» الصهيونية الرسمية، وهي أن إذاعات البث العربية قد أمرت الفلسطينيين بالفرار، قد جرفت إلى حد كبير، ويعتقد أن الدليل على ذلك أصبح متاحًا في الستينيات ولكن لم يكن له تأثير يذكر، ولكن في أواخر الثمانينيات زعمت بعض الدراسات بما في ذلك بعض الدراسات التي أجراها الإسرائيليون، أنها تبدد الكثير مما يشير إليه فينكلشتاين باسم «الأساطير الصهيونية» التي تغطي أصول النزاع. تركز بعض المناقشات العلمية الآن على أسئلة أضيق بكثير، مثل ما ينظر إليه فينكلشتاين على أنه «تطهير عرقي» كان نتيجة متعمدة للسياسة الصهيونية أو نتيجة ثانوية غير متعمدة لحرب 1948، لا يزال الموضوع مثيرًا للجدل خاصة في إسرائيل، حيث لا يزال المؤرخون التقليديون يعارضون وجهة نظر حرب الاستقلال التي قامت بها إسرائيل عام 1948 والتي قدمها فينكلشتاين. 
في هذا الكتاب، يقوم بتحليل «معاداة السامية الجديدة غيرالجديدة تمامًا» من مصادر منشورة، ويقول فينكلشتاين أن شبح «معاداة السامية الجديدة» قد اخترعه مؤيدو إسرائيل لوصف أي انتقادات جدية لانتهاكات إسرائيل لحقوق الإنسان بأنها معاداة للسامية. الهدف، كما يدعي فينكلشتاين، هو إسكات الانتقادات لسياسات إسرائيل وتوفير غطاء لسياسات هذا البلد التوسعية وغير القانونية في الأراضي الفلسطينية. في الجزء الثاني، يحلل كتاب قضية إسرائيل لآلان ديرشويتز (2003). 

## دعوى ديرشوفيتز
في هذا الكتاب، يوثق فنكلشتاين ما يدعي أنه تزييف سجل إسرائيل في مجال حقوق الإنسان من قبل ديرشوفيتز وانتحالته البحثية من كتاب من زمن سحيق لجوان بيترز. رداً على ذلك، كتب محامو ديرشوفيتز رسائل إلى مطبعة جامعة كاليفورنيا يهددون فيها بدعوى قضائية إذا نشروا الكتاب، كما دعا ديرشويتز حاكم ولاية كاليفورنيا، أرنولد شوارزنيجر، إلى التدخل نيابة عنه لمنع نشر الكتاب لكنه رفض. تراجع ديرشوفيتز في النهاية ونشر الكتاب مع بعض التعديلات الطفيفة نتيجة تهديد ديرشوفيتز.

## التعليقات
كتب باروخ كيميرلينغ، أستاذ علم الاجتماع في الجامعة العبرية في القدس، أن الكتاب «هو أكثر الأعمال شمولية ومنهجية والموثقة جيدًا من هذا النوع، وواحد من أقسى النصوص عقلانية وبعدًا عن العاطفة بشأن الممارسات اليومية للاحتلال والاستعمار في الأراضي الفلسطينية من قبل إسرائيل، وبرهنة ممتازة عن كيف ولماذا أصحاب الدافاع الأعمى عن إسرائيل، من خلال استناد حججهم على الحقائق والأرقام الزائفة، تجلب المزيد من الضرر أكثر من المكاسب لقضيتهم».
وكتب مارك سابرستين، أستاذ التاريخ اليهودي في جامعة جورج واشنطن، في ختام مراجعته للكتاب «إذا كنت تبحث عن كتاب يجمع لأغراض جدلية كل حجة معادية لإسرائيل في ترسانة خصومها، وإذا كنت تستمتع بالنمط الخطابي للثور الأكاديمي المتغطرس، قد يكون هذا الكتاب مناسبًا لك، أما إذا كنت تبحث عن التوازن والإنصاف والسياق ووزن نقدي للأدلة على جوانب مختلفة من قضية مثيرة للجدل... فلن تجد ذلك هنا».
حصلت جامعة مطبعة جامعة كاليفورنيا على جائزة «المساهمات المستمرة لتعزيز الحرية الأكاديمية والدفاع عنها في الشرق الأوسط وشمال إفريقيا» من قبل جمعية دراسات الشرق الأوسط لنشرها الكتاب في مواجهة تهديدات ديرشوفيتز.